# Kotmanová
Kotmanová (węg. Kotmány, do 1899 Kotman-Lehota) – wieś (obec) na Słowacji położona w kraju bańskobystrzyckim, w powiecie Łuczeniec. Pierwsze wzmianki o miejscowości pochodzą z roku 1393. 
Według danych z dnia 31 grudnia 2012, wieś zamieszkiwało 327 osób, w tym 163 kobiety i 164 mężczyzn.
W 2001 roku rozkład populacji względem narodowości i przynależności etnicznej wyglądał następująco:
- Słowacy – 99,17%
- Romowie – 0,56%
- Węgrzy – 0,28%

Ze względu na wyznawaną religię struktura mieszkańców kształtowała się w 2001 roku następująco:
- Katolicy rzymscy – 28,61%
- Ewangelicy – 63,89%
- Ateiści – 6,94%
- Nie podano – 0,56%